# Eurysthea sordida
Eurysthea sordida là một loài bọ cánh cứng trong họ Cerambycidae.